# Baikuris mandibularis
Baikuris mandibularis är en myrart som beskrevs av Gennady M. Dlussky 1987. Baikuris mandibularis ingår i släktet Baikuris och familjen myror. Inga underarter finns listade.